# Open d'Austràlia 2018
L'Open d'Austràlia 2018, conegut oficialment com a Australian Open 2018, és un esdeveniment de tennis disputat sobre pista dura que pertany a la categoria de Grand Slam. La 106a edició del torneig se celebrarà entre el 15 i el 28 de gener de 2018 al Melbourne Park de Melbourne, Austràlia.

## Destacats
- El tennista suís Roger Federer va reeditar la corona aconseguida l'any anterior i el sisè Open d'Austràlia. Aquest va significar el vintè títol de Grand Slam i el número 96 del seu palmarès, reeditant la corona aconseguida l'any anterior. Amb aquest títol va eixamplar la seva distància com a tennista amb més títols de Grand Slam, quatre més que Rafael Nadal que és en segon lloc. El finalista fou el croat Marin Čilić va disputar la seva tercera final de Grand Slam, amb un títol, i aquest resultat li va permetre accedir al tercer lloc del rànquing individual, el seu millor resultat.[1][2][3]
- La danesa Caroline Wozniacki va guanyar el primer títol de Grand Slam del seu palmarès derrotant la romanesa Simona Halep. Ambdues tennistes tenien una història força similar, ja que havien estat número 1 del rànquing individual (Halep defensava aquest honor) sense haver guanyat cap títol de Grand Slam i havent perdut dues finals anteriorment. Les dues tennistes eren les dues primeres del rànquing i es disputaven aquest lloc en la final. D'aquesta manera, Wozniacki va recuperar el número 1 sis anys després (2012).[4][5][6]
- La parella masculina formada per l'austríac Oliver Marach i el croat Mate Pavić van guanyar el primer títol de Grand Slam després d'haver-ne perdut una l'any anterior. La parella va demostrar la seva superioritat a l'inici del 2018, ja que aquest fou el tercer títol consecutiu durant el mes de gener.[7]
- La parella femenina formada per l'hongaresa Tímea Babos i la francesa Kristina Mladenovic van guanyar el primer títol de Grand Slam com a parella, el segon per Mladenovic. No jugaven juntes des del 2015, ja havien disputat una final a Wimbledon (2014), i en el primer torneig des de la seva reunió van guanyar un Grand Slam. La parella rival, les russes Iekaterina Makàrova i Ielena Vesninà optaven a completar el Golden Slam, ja que és l'únic gran torneig que els faltava en el seu palmarès (tres Grand Slams i la medalla d'or olímpica).[8]
- La parella formada per la canadenca Gabriela Dabrowski i el croat Mate Pavić van guanyar el primer Grand Slam conjuntament, tot i que ambdós ja n'havien guanyat un altre anteriorment amb altres companys. Pel que fa a Pavić, va aconseguir el doblet de dobles, ja que el dia abans s'havia imposat en la final de dobles masculins. La seva contrincant Tímea Babos, que feia parella amb Rohan Bopanna, també optava al doblet, ja que havia guanyat la final de dobles femenins.[9][10]

## Campions

### Sèniors
| Categoria          | Campions                        | Finalistes                         | Resultat                   |
| ------------------ | ------------------------------- | ---------------------------------- | -------------------------- |
| Individual masculí | Roger Federer                   | Marin Čilić                        | 6−2, 6−7(5), 6−3, 3−6, 6−1 |
| Individual femení  | Caroline Wozniacki              | Simona Halep                       | 7−6(2), 3−6, 6−4           |
| Dobles masculins   | Oliver Marach Mate Pavić        | Juan Sebastián Cabal Robert Farah  | 6−4, 6−4                   |
| Dobles femenins    | Tímea Babos Kristina Mladenovic | Iekaterina Makàrova Ielena Vesninà | 6−4, 6−3                   |
| Dobles mixts       | Gabriela Dabrowski Mate Pavić   | Tímea Babos Rohan Bopanna          | 2−6, 6−4, [11−9]           |

### Júniors
| Categoria          | Campions                  | Finalistes                   | Resultat            |
| ------------------ | ------------------------- | ---------------------------- | ------------------- |
| Individual masculí | Sebastian Korda           | Tseng Chun-hsin              | 7−6(6), 6−4         |
| Individual femení  | Liang En-shuo             | Clara Burel                  | 6−3, 6−4            |
| Dobles masculins   | Hugo Gaston Clément Tabur | Rudolf Molleker Henri Squire | 6−2, 6−2            |
| Dobles femenins    | Liang En-shuo Wang Xinyu  | Violet Apisah Lulu Sun       | 7−6(4), 4−6, [10−5] |

## Distribució de punts i premis

### Distribució de punts
| Esdeveniment       | G    | F    | SF  | QF  | 4a ronda | 3a ronda | 2a ronda | 1a ronda | Q   | Q3  | Q2  | Q1  |
| Individual masculí | 2000 | 1200 | 720 | 360 | 180      | 90       | 45       | 10       | 25  | 16  | 8   | 0   |
| Dobles masculins   | 2000 | 1200 | 720 | 360 | 180      | 90       | 0        | N/D      | N/D | N/D | N/D | N/D |
| Individual femení  | 2000 | 1300 | 780 | 430 | 240      | 130      | 70       | 10       | 40  | 30  | 20  | 2   |
| Dobles femenins    | 2000 | 1300 | 780 | 430 | 240      | 130      | 10       | N/D      | N/D | N/D | N/D | N/D |

### Distribució de premis
| Esdeveniment | G         | F         | SF        | QF      | 4a ronda | 3a ronda | 2a ronda | 1a ronda | Q3     | Q2     | Q1    |
| Individuals  | 4.000.000 | 2.000.000 | 1.200.000 | 600.000 | 250.000  | 150.000  | 80.000   | 50.000   | 30.000 | 15.000 | 7.500 |
| Dobles       | 750.000   | 375.000   | 185.000   | 90.000  | 45.000   | 22.500   | 14.000   | N/D      | N/D    | N/D    | N/D   |
| Dobles mixts | 160.000   | 80.000    | 40.000    | 20.000  | 10.000   | 5.000    | N/D      | N/D      | N/D    | N/D    | N/D   |

- Els premis són en dòlars australians.
- Els premis de dobles són per equip.